# Juncus leptospermus
Juncus leptospermus är en tågväxtart som beskrevs av Franz Georg Philipp Buchenau. Juncus leptospermus ingår i släktet tåg, och familjen tågväxter. Inga underarter finns listade i Catalogue of Life.